# Q̇
Cette page contient des caractères spéciaux ou non latins. S’ils s’affichent mal (▯, ?, etc.), consultez la page d’aide Unicode.
Q̇ (minuscule : q̇), appelé Q point sucrit ou Q point en chef, est un graphème qui était utilisé dans l’alphabet tchétchène de 1992, et qui est utilisé dans plusieurs romanisations ALA-LC et dans la translitteration IKE (იბერიულ-კავკასიური ენათმეცნიერების წელიწდეული, Iberiul-K’avk’asiuri enatmetsnierebis ts’elits’deuli) du géorgien. Il a aussi été utilisé dans l’écriture du xhosa avant 1937. Il s'agit de la lettre Q diacritée d'un point suscrit.

## Représentations informatiques
Le Q point suscrit peut être représenté avec les caractères Unicode suivants :
- décomposé (latin de base, diacritiques) :

| formes    | représentations | chaînes de caractères | points de code | descriptions                                        |
| --------- | --------------- | --------------------- | -------------- | --------------------------------------------------- |
| majuscule | Q̇               | Q◌̇                    | U+0051 U+0307  | lettre majuscule latine q diacritique point en chef |
| minuscule | q̇               | q◌̇                    | U+0071 U+0307  | lettre minuscule latine q diacritique point en chef |

## Sources
- (en) James McLaren, A concise English-Kafir dictionary, London, Longmas, Green and Co., 1923 (lire en ligne)
- Thomas T. Pedersen, <http://transliteration.eki.ee>, Transliteration of Georgian, 2007-01-16